# Jothopogon
Jothopogon is een vliegengeslacht uit de familie van de roofvliegen (Asilidae).

## Soorten
- J. leucomallus (Loew, 1871)
- J. niveicolor Lehr, 1972